# محمد بن شيكو
محمد بوعلام بنشيكو اختصارا محمد بنشيكو صحفي جزائري مفرنس من مواليد 1952 في مليانة، بولاية عين الدفلى) كان مديراً لجريدة «لوماتان» الجزائرية (بالفرنسية: le matin)‏، وأُغلقت في أغسطس / آب 2006.

## سيرته
في عام 1989، كان أحد مؤسسي حركة الصحفيين الجزائريين حيث ولدت خلال افتتاح المجال الإعلامي. ثم قاد الفريق الذي أعاد اطلاق نشر الجزائر الجمهوري ألجي ريبيبليكان، المحظورة من النشر في عام 1965. ترك بنشيكو ألجي ريبيبليكان في عام 1991، واسس صحيفة لوماتان (Le Matin) اليومية، ذات الاتجاه المعارض للحكومة في الجزائر.
وفي جوان / حزيران 2004، حُكم عليه بالسجن لمدة عامين بسبب مخالفة في لائحة تحويل الأموال. في جويلية / تموز، توقفت شركة الحكومية سيمبرال المتخصصة في الطباعة والنشر، الذي يتخذ من عاصمة الجزائر مقراً له، عن طبع صحيفة لوماتان الناطقة بالفرنسية بسبب عدم دفعها ديناً بقيمة 38 مليون دينار (535200 دولار) 
في بيان للنادي القلم الدولي صرحت أن ظروف سجن بنشيكو كانت قاسية، بسبب الاكتظاظ بوجود 50 سجينًا في كل زنزانة. وبحسبها تسببت في تدهور صحة بنشيكو منذ سجنه مريض للغاية.
كما نشر بنشيكو كتابًا في عام 2004 وصف فيه الرئيس الجزائري بوتفليقة بأنه «تزوير» جزائري، يُعتقد أنه مصدر كل مشاكله القانونية.
محمد بنشيكو هو الابن الأكبر لعائلة مكونة من سبعة أطفال. متزوج وأب لثلاثة أطفال، فتاتان وصبي.